# X Games Mineápolis 2018
La XXVIII edición de los X Games se celebró en Mineápolis (Estados Unidos) entre el 18 y el 22 de julio de 2018 bajo la organización de la empresa de televisión ESPN.
Se disputaron pruebas de ciclismo BMX y skateboard.

## Medallistas de ciclismo BMX

### Masculino
| Evento               | Oro                         | Plata                           | Bronce                       |
| -------------------- | --------------------------- | ------------------------------- | ---------------------------- |
| Parque               | Logan Martin Australia      | Dennis Enarson Estados Unidos   | Kyle Baldock Australia       |
| Parque – Mejor truco | Alex Hiam Australia         | Logan Martin Australia          | Alexandr Nikulin · Rusia     |
| Vert                 | Vince Byron Australia       | Jamie Bestwick Reino Unido      | Zach Newman Estados Unidos   |
| Dirt                 | Brandon Loupos Australia    | Logan Martin Australia          | Brian Fox Estados Unidos     |
| Big air              | James Foster Estados Unidos | Morgan Wade Estados Unidos      | Vince Byron Australia        |
| Calle                | Chad Kerley Estados Unidos  | Garrett Reynolds Estados Unidos | Devon Smillie Estados Unidos |